# Centro histórico de Sighișoara
El centro histórico de Sighișoara es un lugar Patrimonio de la Humanidad situado en la ciudad de Sighișoara (en húngaro Segesvár), Rumania, ciudadela construida en el siglo XII por los colonos sajones con el nombre latino de Castrum Sex. Es una ciudadela medieval habitada que fue elegida para el Patrimonio de la Humanidad en el año 1999, por su testimonio de 850 años de antigüedad de la historia y la cultura de los sajones de Transilvania.
Lugar de nacimiento de Vlad III el empalador, también conocido como Vlad Draculea, Sighișoara (en alemán Schäßburg) alberga, cada año, un festival medieval donde las artes y la artesanía se mezclan con la música rock y las obras de teatro. La ciudad marca el límite superior de la Tierra de los Sachsen (Alemanes de Sajonia o Luxemburgo establecidos en el centro de Rumania en el siglo XII). Como sus hermanos mayores, Sibiu (Hermannstadt - Capital Europea de la Cultura en 2007) y Braşov (Kronstadt), Sighișoara muestra una arquitectura típica de la Alemania medieval. Durante la época comunista, esta zona alemana fue conservada y la estructura original aún se encuentra en su lugar.
Entre sus principales edificios históricos y turísticos destaca la Torre del Reloj de Sighișoara y la casa donde vivió Vlad III el Empalador hoy convertida en un restaurante.